# Vlag van Tornedal

Vlag van Tornedal

De vlag van Tornedal (Zweeds: Tornedalsflaggan; Fins: Meänmaan lippu; Meänkieli: Meänmaan flaku) is een symbool met officiële status voor de grensoverschrijdende regio Tornedal.
De vlag werd voor het eerst officieel gehesen op 15 juli 2007 op de voormalige douanestations van de gemeenten Övertorneå in Zweden en Ylitornio in Finland, beide gelegen aan de rivier de Torne älv. Oprichter en voorzitter van de Tornedalenvereniging Meänmaa-Tinkerit (nu gewoon Meänmaa) en auteur Bengt Pohjanen introduceerde de vlag, die was ontworpen door Herbert Wirlöf (ook een van de oprichters), als een verenigend symbool voor de meertalige regio. Sindsdien heeft de vlag zich snel verspreid in de Euregio en is hij erkend door de lokale bevolking aan beide zijden van de grens.
De verhoudingen van de vlag komen overeen met de Estse vlag met een verhouding van 7:11. De kleuren in de driekleur zijn gebaseerd op die van de vlaggen van Zweden en Finland en staan voor de "felgele zon" (geel), het "wit van de winter" en de "sneeuwwitte rivier" (wit) en het "blauw van de hemel in de zomer" (blauw). In tegenstelling tot de Scandinavisch kruisvlaggen die verder wijdverspreid zijn in de Noordse landen, werd het kruis weggelaten omdat de inwoners van Tornedalen zichzelf niet als kruisvaarders beschouwden.
Vlaggetjesdag werd ingesteld op 15 juli, de verjaardag van de eerste officiële wappering van de vlag.